# Ricardo Gómez Nieto
Ricardo Gómez Nieto (Facatativá, Cundinamarca) es un oficial del arma de ingenieros militares de Colombia. En noviembre de 2017, siendo Segundo Comandante del Ejército, fue designado como Comandante del Ejército Nacional de Colombia hasta diciembre de 2018.

## Estudios
El general Gómez Nieto es profesional en Administración de Empresas, graduado en Ciencias Militares en la Escuela Militar de Cadetes General José María Córdova, con especialización en Ingeniería en Obras Civiles y Militares, Docencia Universitaria y Gerencia de Entidades de Salud. Es magíster en Ciencias en Seguridad Nacional de la Universidad Nacional de Defensa de Estados Unidos, y magíster en Seguridad y Defensa Nacional de la Escuela Superior de Guerra. Además tiene estudios en Derechos Humanos y Derecho Internacional Humanitario y en Alta Gerencia Empresarial.
En sus 38 años de vida militar tiene cursos de lancero, paracaidista, contraguerrilla rural, topografía, ciencias militares, docencia universitaria y curso básico de Policía Militar. Ha cumplido a cabalidad con los cursos de Ley requeridos para ascensos en la carrera militar como Básico, Comando, Estado Mayor y Altos Estudios Militares.
Ha sido asignado por el Comando Superior a las siguientes agregadurías y comisiones: Comisión de estudios a Chile, Comisión colectiva a Israel (Sinaí) y Comisión diplomática a Santiago de Chile.

## Cargos
- Segundo Comandante del Ejército Nacional
- Director Escuela Superior de Guerra
- Comandante de la Octava División del Ejército Nacional
- Comandante de la Decimosexta Brigada del Ejército Nacional
- Director del Hospital Militar
- Director de Planeación del Ejército
- Director de la Dirección de Reclutamiento, Control Reservas y Movilización
- Jefe de Estado Mayor y Segundo Comandante del Comando Operativo No. 18
- Comandante Cuarta Zona de Reclutamiento
- Comandante del Batallón de Ingenieros #5 Francisco José de Caldas

## Condecoraciones
- Orden del Mérito Militar Antonio Nariño, categoría Oficial y Comendador.
- Orden del Mérito Militar José María Córdoba, categoría Oficial, Comendador y Gran Oficial.
- Orden de Boyacá, categoría Gran Oficial.
- Medalla Torre de Castilla, categoría Única.
- Medalla Premio al Mejor Alumno.
- Medalla por Tiempo de Servicio 15, 20, 25 y 30 años.
- Medalla Honor al Deber Cumplido BICOL 3 (Sinaí).
- Medalla Servicios Unidos por la Paz.
- Medalla Militar Francisco José de Caldas, a la Consagración.
- Medalla Miguel Antonio Caro, categoría A.
- Medalla E.A.S. José Celestino Mutis, categoría Al Mérito.
- Medalla Orden al Mérito Coronel Guillermo Fergusson, categoría Oficial.
- Medalla Fe en la Causa, categoría Única.

| Predecesor: Alberto José Mejía Ferrero | Comandante del Ejército Nacional de Colombia 4 de diciembre de 2017 - 14 de diciembre de 2018 | Sucesor: Nicacio Martínez Espinel |